# Marasettihalli, Malur
Marasettihalli là một làng thuộc tehsil Malur, huyện Kolar, bang Karnataka, Ấn Độ.